# Grundstücksentwässerung
Als Grundstücksentwässerung bezeichnet man ein Abwasserkanalsystem, das die Abwässer eines Grundstücks der öffentlichen Kanalisation zuführt. Man unterscheidet zwei Abwässerarten: Schmutzwasser und Regenwasser. Sie finden in Deutschland unterschiedliche Systeme, im privaten wie im gewerblichen oder öffentlichen Bereich können am jeweiligen Gebäude/Firmengebäude ein Mischsystem oder ein Trennsystem zu finden sein.
Im Mischsystem laufen alle Abwässer zusammen, Regen- und Schmutzwasser. Im Trennsystem finden sie zwei komplette Abwasseranlagen die zu getrennten Hauptleitungen auf der Straße führen.
Jeder Eigentümer eines Gebäudes, ob eine Stadt (Schulen, Krankenhäuser etc.), ein gewerblicher Betrieb oder der private Hausbesitzer, ist verantwortlich für das Betreiben und Instandhalten seiner Abwasseranlage.
Die Grundstücksentwässerung wird geregelt durch Normen in Europa, deutsche Normen, Bundes- und Landesgesetze und regionalen Regelwerken wie z. B. die jeweilige Abwassersatzung Ihrer Gemeinde.

## Beispiele
- EN 13508
- DIN 1986
- EN 12056
- EN 1610

Grundsätzlich gilt die Regel: Man betreibt die Abwasseranlage nach „anerkannten Regeln der Technik“, diese Formulierung findet sich auch in Normtexten. Gemeint ist das aktuelle technische Wissen der Fachleute.
In vielen Ländern gibt es bereits Regelwerke, die sich mit der ständigen Kontrolle und Instandhaltung der Abwassernetze auseinandersetzen. Ein Beispiel ist der § 61a im LWG NRW. Dieser legt die Prüfungsart, die Prüfintervalle und Terminierung für Prüfung und Nachweis jedes Kanalnetzes ob privat oder gewerblich fest.
Hilfe zu diesem Thema kann man heute bei hochspezialisierten Firmen der Kanaldienstleistungen und seit 2009 bei neutralen, zertifizierten Beratern der Grundstücksentwässerung finden. Diese werden in kommunalen Listen in der jeweiligen Region geführt.